# Protomacronema testaceum
Protomacronema testaceum är en nattsländeart som beskrevs av Navás 1934. Protomacronema testaceum ingår i släktet Protomacronema och familjen ryssjenattsländor. Inga underarter finns listade i Catalogue of Life.